# Seddouk
Seddouk (în arabă صدوق) este o comună din provincia Béjaïa, Algeria.
Populația comunei este de 20.573 de locuitori (2008).